# Тагиев, Гурбан Вагиф оглы
Гурбан Вагиф оглы Тагиев (азерб. Qurban Tağıyev; род. 26 февраля 1978) — азербайджанский каратист, вице-чемпион чемпионата мира, бронзовый призёр чемпионата Европы. Обладатель третьего дана. Главный тренер сборной Азербайджана по карате (с 2020).

## Биография
Родился 26 февраля 1978 года. Обладает чёрным поясом, 5 дан. Являлся членом сборной Азербайджана по карате.
Тренером Тагиева являлся Ульви Гулиев.
В сентябре 2005 года на чемпионате Европы по шотокан-каратэ версии WSKF завоевал золотую медаль в шобу-иппоне и командном кумитэ.
На чемпионате мира по карате 2006 года завоевал серебряную медаль.
В марте 2008 года на втором международном Кубке Президента Азербайджана по карате завоевал золотую медаль.
На чемпионате Европы по карате 2008 года завоевал бронзовую медаль.
Победитель Кубка мира по карате в командных соревнованиях.
Входил в тренерский состав сборной Азербайджана. Несколько лет являлся старшим тренером сборной. После завершения контракта Бахеддина Кандази исполнял обязанности главного тренера сборной.
Главный тренер сборной Азербайджана по карате (с 26 августа 2020).
17 февраля 2024 года назначен вице-президентом Всемирной федерации карате от Азербайджана.

## Награды
- Почетный диплом Президента Азербайджана (12 августа 2021) — за высокие достижения на XXXII Летних Олимпийских играх в Токио и заслуги в развитии азербайджанского спорта[8]